# جنگ اقیانوس آرام (قرن ۱۹)
جنگ اقیانوس آرام (به انگلیسی: War of the Pacific) (به اسپانیایی: Guerra del Pacífico) یک جنگ محلی است که در سال‌های ۱۸۷۹–۱۸۸۳، بین بولیوی و پرو با شیلی بود. این جنگ با پیروزی شیلی و به دست آوردن مقدار قابل توجهی از زمین‌های پرو و بولیوی به پایان رسید.

این کشورها در اقیانوس آرام، بیابان آتاکاما، بیابان پرو و مناطق کوهستانی در کوه‌های آند با یکدیگر روبرو شدند. در پنج ماه اول، جنگ در یک عملیات نیروی دریائی شرکت کرد و شیلی تلاش کرد تا مسیری را بر روی دریا ایجاد کند که برای نیروهایش در خشک‌ترین بیابان جهان، تدارکات بفرستد.

در فوریه ۱۸۷۸ بولیوی مالیاتی جدید برای یک شرکت معدن شیلی (CSFA) تحمیل کرد. با وجود ضمانتنامه صریح بولیوی در پیمان مرز ۱۸۷۴ که بیان کرده بود تا ۲۵ سال مالیات مردم اهل شیلی یا صنعت آن را افزایش نمی‌دهد.شیلی اعتراض کرده و خواستار میانجیگری شد اما بولیوی خودداری کرد و آن را یک موضوع دادگاه بولیوی در نظر کرد.شیلی اصرار می‌کرد و دریافت که دولت بولیوی دیگر به پیمان مرز ۱۸۷۴ اعتنا نکرده و از حدود خود فراتر می‌رود و آگاهانه اجرای قانون را به تعویق می اندازد.

در ۱۴ فوریه ۱۸۷۹ زمانی که مقامات بولیوی اقدام به حراج اموال مصادره از CSFA کرد، نیروهای مسلح شیلی شهر بندر آنتوفاگاستا را اشغال کردند.